# Dithecodes specialis
Dithecodes specialis är en fjärilsart som beskrevs av Louis Beethoven Prout 1935. Dithecodes specialis ingår i släktet Dithecodes och familjen mätare. Inga underarter finns listade i Catalogue of Life.